# 강철구 (법조인)
강철구(姜哲求, 1942년 ~ 2024년 1월 28일)는 광주고등법원장 등을 역임한 법조인이다. 이영섭 (법조인) 대법원장이 장인이다.

## 생애
1942년 경상북도 봉화군 법전면 척곡1리 늘구리에서 태어나 법전중앙초등학교 1회,경기고등학교를 거쳐 서울대학교 법학과 졸업과 동시에 제2회 사법시험에 합격하였다. 육군 중위로 전역하고 나서 서울가정법원 판사에 임용되어 서울형사지방법원에서 판사를 하다가 1973년부터 2년간 변호사 개업하였으나 다시 복직하여 서울지방법원 남부지원장 등을 지냈다.
전주지방법원장에 부임했을 때 강철구는 "전라북도는 법조 성지로 알려져 있는데 비석 하나 없더라"고 하면서 고건 총리한테 편지를 보내 3억원 지원을 요청하여 전주시에서 지역개발비 명목으로 받아 각 분야 인사로 동상건립추진위원회가 구성되어 전주 덕진공원에  ;법조 3성’의 동상이 만들어졌다.
대구지방법원장과 1999년 10월 11일에 임명된 춘천지방법원장을 지내다 2000년 7월 21일에 임명된광주고등법원장으로 승진하여 특허법원장을 거쳐 2003년 9월 15일에 임명된 사법연수원 교수를 지냈다.
교통사고 손해배상 소송에 관한 이론과 실무에 정통하며 법원의 판사와 직원들의 복지향상에 관심이 많았으며 '원전치주의'에 관한 연구논문이 있다.

## 주요 판결
- 서울민사지방법원 항소4부 재판장으로 재직하던 1987년에 1984년 서울시 마포구 망원동 수재와 관련하여 손해배상청구소송에서 패소한 서울시가 "항소심 선고까지는 손해배상액의 절반을 가집행할 수 있다"는 판결에

근거하여 청구한 강제집행정지 가처분 신청을 "이유없다"며 기각했다.
- 서울지방법원 남부지원 형사합의1부 재판장으로 재직하던  1986년 4월 11일에 1984년 9월 서울대 외부인 감금 폭행사건으로 구속된 조원봉에게 폭력행위 등 처벌에 관한 법률 등으로 징역1년6월을 선고했다.[8]